# Gurgen Adamjan
Gurgen Levonowitsch Adamjan (armenisch Գուրգեն Ադամյան, russisch Гурген Левонович Адамян; * 7. Dezemberjul. / 20. Dezember 1911greg.in Odessa; † 28. September 1987 in Jerewan, Armenische SSR, Sowjetunion) war ein sowjetischer Cellist, Komponist und Musikpädagoge armenischer Herkunft.

## Leben und Werk
Gurgen Adamjan studierte Cello in der Klasse von L. J. Edelman am Konservatorium in Jerewan und wurde 1931 graduiert. Von 1932 bis 1937 studierte er am Konservatorium in Moskau bei dem Cellisten Semjon Kosolupow (1884–1961). Eine Aspirantur absolvierte er danach in der Quartettklasse von Jewgeni Michailowitsch Gusikow. Ab 1939 unterrichtete er Cello am Konservatorium in Jerewan und leitete dort bald eine Kammermusikklasse. 1942 wurde er Dozent und ab 1972 Professor. Er konzertierte als Solist in der Sowjetunion und im Ausland und war Cellist im Streichquartett von Aleksandr Spendiarjan. 1961 schrieb er sein erstes Cellokonzert. Mit berühmten Musikern wie Swjatoslaw Richter, Emil Gilels und David Ostrach machte er Kammermusik. 1967 schrieb er eine Suite für Violoncello, Kontrabass, Klavier und Schlagzeug. 1968 erhielt Adamjan den Ehrentitel Volkskünstler der armenischen SSR verliehen. 1970 veröffentlichte er sein zweites Cellokonzert.
Er schrieb auch Werke für Violoncello und Klavier, unter anderem 1950 einen Artaschatischen Tanz, 1952 das Stück Schiraki, 1955 die Stücke Лирическая песня [Lyrisches Lied], Воспоминание [Erinnerung] und Весенняя [Frühling], 1956 eine Canzonetta, 1965 eine Fantasie, 1970 ein Concertino und 1973 eine  соната-поэма [Sonata poema] und 1980 Праздничная [Festlich]. Des Weiteren schrieb er diverse Tanzstücke und Miniaturen. Für Streichquartette schrieb er 1975 Танец Арагац [Tanz Aragat] und 1979 Эскимосские напевы [Eskimomelodien]. Aus seiner Feder stammen Volksliedbearbeitungen und Transkriptionen diverser Kompositionen verschiedener Komponisten für Cello und Klavier und unterschiedliche Kammermusikensembles. So erschienen einige Sammlungen verschiedener Stücke für den Cellounterricht.

## Einspielungen
Auf der LP Gurgen Adamyan – Music for Violoncello wurden 1961 beim Label Melodjia diverse von ihm  komponierte Stücke veröffentlicht. Er spielte mit der Pianistin Marianna Aruntjunjan den Arschatischen Tanz aus dem Jahr 1951, Wesennjaja Frühling aus dem Jahr 1955 und den Jugendmarsch ein. (OCLC 1048460726)